# Stazione di Montella
La stazione di Montella è una stazione ferroviaria ubicata lungo la linea Avellino-Rocchetta Sant'Antonio, che serve il comune di Montella e l'adiacente zona industriale; è situata nella parte bassa della cittadina.

## Storia
Inaugurata, come le altre stazioni della tratta da Paternopoli a Monteverde della linea, il 27 ottobre 1895, la stazione di Montella ha sempre goduto di un buon traffico passeggeri e merci. Fino agli anni 1980 le corse, utilizzate soprattutto dagli studenti per raggiungere gli istituti superiori di Lioni e di Avellino, avevano una buona frequenza, poi diminuita con la diffusione del trasporto su gomma.
Nei primi anni 1990 la stazione divenne impresenziata rendendo inattivo anche lo scalo merci, che in passato serviva una retrostante industria di legname. Tra il 2007 e il 2008 subì un rinnovamento della segnaletica e dei marciapiedi.
L'esercizio ferroviario sulla linea fu sospeso dal 12 dicembre 2010, quando tutti i treni fermavano ancora in questa stazione, e riattivato a partire dal 2016 per treni turistici. Negli anni 2020, la stazione di Montella torna ad essere occasionalmente servita dai treni storici di Fondazione FS Italiane, spesso in occasione di sagre ed eventi nelle località limitrofe.

## Strutture e impianti
La stazione è dotata di due binari passanti dotati di marciapiede per il servizio passeggeri e collegati da sovrappassaggio pedonale in metallo, e diversi tronchini per mezzi di servizio. Sono anche presenti due rifornitori per il carico dell'acqua nelle locomotive a vapore e del serbatoio dell'acqua in muratura nel piazzale antistante.
A causa del terremoto dell'Irpinia del 1980 la stazione fu rasa al suolo e venne sostituita, assieme al fabbricato per il personale ferroviario, da due prefabbricati su un unico livello, tuttora esistenti e visibili.

## Movimento
Il traffico passeggeri regolare è stato sospeso nel 2010, come nel resto della linea, ed è ripreso nel 2016 esclusivamente come servizio turistico occasionale.

## Servizi
La stazione dispone di:
- Fermata autolinee[2]
- Parcheggio[2]